# Ministerium für Arbeit (Namibia)
Das Ministerium für Arbeit, Gewerkschaftsbeziehungen und Arbeitsplatzschaffung (englisch Ministry of Labour, Industrial Relations and Employment Creation), bis März 2015 Ministerium für Arbeit und Soziales (englisch Ministry of Labour and Social Welfare) war bis 2025 das Arbeitsministerium von Namibia. Das Ressort Soziales ging im März 2015 an das neu geschaffene Ministerium für Armutsbekämpfung und soziale Wohlfahrt, das Ministerium selbst ging im März 2025 im Justizministerium auf.
Dem Ministerium wurde zuletzt seit dem 23. März 2020 Utoni Nujoma geleitet.
Das Ministerium war für den namibischen Arbeitsmarkt verantwortlich. Es plante und implementierte staatliche Arbeitsplatzprogramme und überwachte die Einhaltung von Arbeitsgesetzen. Auch Black Economic Empowerment und Affirmative Action fielen unter den Arbeitsbereich des Ministeriums.